# 遍照院 (墨田区)
遍照院（へんじょういん）は、東京都墨田区にある真言宗智山派の寺院。

## 概要
1862年（文久2年）、諦念によって開山された。諦念は創建当初から灸による治療を行い、「弘法様のお灸」として知られていた。諦念が高野山金剛峯寺での修業中に、霊夢によって感得したものという。
治療費は、ただ本尊に賽銭を上げるだけで済み、灸の施術料そのものは無料であった。繁忙期の4月・5月では一日1,000人、その他の時期でも700人が施術に訪れたという。「営業時間」は午前7時から午後4時までだったという。

## 交通アクセス
- 本所吾妻橋駅A1出口より徒歩4分（経路案内）。